# Per Winge
Pour les articles homonymes, voir Winge.
Per Carl Winge (né le 27 août 1858 à Christiania, ancien nom d'Oslo, et mort à Oslo le 7 septembre 1935) est un chef d'orchestre, pianiste et compositeur norvégien.

## Biographie
Fils de l'homme d'affaires et homme politique Axel Winge (en), il est aussi le frère de la pianiste Lizzie Winge.